# Kabát

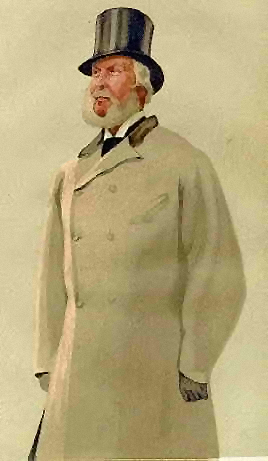
Dvouřadový kabát, 1876

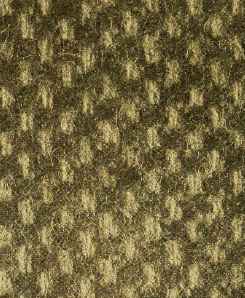
Kabátová tkanina z vlny a shoddy (75/25%), 800 g/m², asi z roku 1914

Kabát je svrchní část oblečení, která zakrývá celou horní část těla. Délka kabátu se může lišit. Nicméně kabát je vždy delší, a to minimálně do poloviny stehen. Krátký kabát se nazývá kabátek. Tradiční kabát je vyroben z vlny, nebo vlněných směsí.  Kabát nemá polstrování. Těmito vlastnostmi se výrazně odlišuje od zimní bundy. Kabát nosí ženy i muži. Většinou se nosí při chladném počasí a chrání před větrem a deštěm a zimou. Často se obléká, jako elegantní vršek pro významné společenské události. Za poslední roky je kabát často mylně zaměňován za delší bundu, kvůli délce. Jsou však přitom opomíjeny některé vlastnosti a fakta. Z pohledu módy se kabát řadí mezi oděvy, které mají uznalejší hodnotu a je tedy nutné se více věnovat módnímu vkusu. Nosí-li žena elegantní kabátek, je to skutečně dáma. Ale skutečná dáma za žádných okolností nenosí ke kabátku batoh na zádech.

## Historie
Nejstarší doložený kabát je starý pět tisíc let. Měl ho na sobě Ötzi, lovec nalezený v alpském ledu.

## Typy kabátů
- Kaban – sportovně mladistvý plášť ve zkrácené délce nad kolena, v pase přiléhavý, nejčastěji s dvouřadovým, rozšiřujícím se zapínáním. Má nakládané nebo prostřižené kapsy, jež mohou být příčné nebo šikmé. Plášť bývá bohatě štěpován. Vyrábí se z vlnařské tkaniny, nejčastěji jednobarevné. Svým řešením připomíná plášť franc. námořníků.
- Pelerína – volně splývající oděv bez rukávů a kapes, obvykle s průhmatem. Svou volností vytváří zvonové záhyby. Může být dlouhá nebo krátká. Používá se jako stejnokroj, ale slouží také jako součást večerních oděvů a nosí se místo pláště jako módní oděv. Pelerína. byla původně přehoz bez rukávů, který nosili poutníci. Název je odvozen z franc. pelerin – poutník. Obdobný druh krátké p. byl součástí španělského renesančního oděvu.
- Kabát s kapucí – bez zapínání, přetahovaný přes hlavu
- Havelock – jednořadý kabát bez rukávů
- Kožený kabát
- Pončo – oděv ve tvaru přehozu s uprostřed vystřiženým otvorem pro hlavu, bez rukávů, ale obvykle s průhmatem. Zhotovuje se z vlnařských tkanin větší hmotnosti a slouží jako dámský nebo dětský módní plášť. Okraje se zdobí třásněmi. Původně je součástí mezinárodního slavnostního oděvu.
- Raglán – dámský i pánský volný plášť, jehož typickým znakem jsou klínové rukávy, často zdobené štěpováním. Může být jednořadový i dvouřadový a tvarovým řešením se přizpůsobuje platným módním podmínkám. Pojmenován je po anglickém generálovi J. H. Raglanovi.
- Redingot – v pase přiléhavý plášť, jeho zadní část má podobné střižení jako frak, s bočními švy, umístěnými pod lopatkami, s obloukovitým tvarováním. K dolnímu okraji se rozšiřuje. Fazónka je přizpůsobena módě, raglán může být jednořadový i dvouřadový. Jeho původ je v Anglii, kde v polovině 18. stol. sloužil jako jezdecký oděv, název je odvozen z angl. riding coat – jezdecký kabát. Později se rozšířil do Francie, ale již jako vycházkový plášť, a v 19. stol. tvořil základní typ oblečení. Je představitelem dámského i pánského pláště. V ruském prostředí se pro redingot používal výraz sjurtuk (z francouzského sur tout – „úplně nahoře“).[3]
- Převlečník – označení pro kabát (překlad z anglického overcoat) používané v 21. století jen ojediněle.[4]

## Střihy kabátů
- Kabát rovného střihu – klasický střih, který se hodí pro nekonfekční postavy.
- Kabát vyštíhleného střihu – moderní střih, který je zúžený v pase. Zvýrazní ramena a rysy postavy.
- Kabát oversized střihu – moderní střih, který je vhodný nejen pro vysoké a štíhlé postavy.
- Kabát asymetrického střihu – střih, který pomáhá zakrývat nedostatky postavy.

## Přísloví
- Bližší košile než kabát.